# Serica brevitarsis
Serica brevitarsis är en skalbaggsart som beskrevs av Shuhei Nomura 1972. Serica brevitarsis ingår i släktet Serica och familjen Melolonthidae. Utöver nominatformen finns också underarten S. b. rectipes.